# Reinhard Gehlen
Reinhard Gehlen, nemški general in obveščevalec, * 3. april 1902, Erfurt, Nemško cesarstvo, † 8. junij 1979, Berg, Zvezna republika Nemčija.
Gehlen je bil glavni obveščevalec na vzhodni fronti med drugo svetovno vojno. Ob koncu Tretjega rajha se je predal ZDA in jim ponudil svoje izkušnje ter že uveljavljene vohune v boju proti komunistični Sovjetski zvezi.
Njegova organizacija, Gehlen Org., je med hladno vojno aktivno sodelovala s CIO pri vohunjenju na področju Varšavskega pakta.